# Armigeres kuchingensis
Armigeres kuchingensis är en tvåvingeart som beskrevs av Edwards 1915. Armigeres kuchingensis ingår i släktet Armigeres och familjen stickmyggor. Inga underarter finns listade i Catalogue of Life.